# Irena Kwilecka
Irena Kwilecka (ur. 20 lutego 1925, zm. 11 lipca 2022) – polska językoznawczyni, slawistka, biblistka, profesor nauk humanistycznych, pracownik Wydziału Filologicznego Uniwersytetu im. Adama Mickiewicza w Poznaniu oraz Instytutu Slawistyki Polskiej Akademii Nauk. Specjalizowała się w historii polskich XVI-wiecznych przekładów Biblii oraz historii łacińsko-polskiej leksykografii XVI w.

## Życiorys
Urodziła się we wsi Nowolipsk w Ziemi Kaliskiej (gmina Chocz). Jej rodzicami byli Jan Reśliński i Joanna Reślińska z domu Babiarczyk. Miała pięcioro rodzeństwa. W Nowolipsku ukończyła 4-klasową szkołę, naukę kontynuowała w miejscowości Kuźnia, a ostatnią 7 klasę ukończyła w szkole w Blizanowie.
W 1952 r. uzyskała stopień magistra w zakresie filologii polskiej, a w 1953 - absolutorium z socjologii. Od 1953 r. została zatrudniona w Katedrze kierowanej przez prof. Stefana Vrtela-Wierczyńskiego na Wydziale Filologicznym Uniwersytetu im. Adama Mickiewicza w Poznaniu. Po śmierci  prof. Stefana Vrtela-Wierczyńskiego z przyczyn politycznych oraz z powodu wyjścia za mąż za hrabiego musiała odejść z uniwersytetu.
Uzyskała stopnie naukowe doktora (1964, Uniwersytet Jagielloński, rozprawa o Apokalipsie św. Jana w przekładzie Tomasza ze Zbrudzewa ) i doktora habilitowanego (1972).
W 1964 r. została zatrudniona w poznańskim oddziale Zakładu Słowianoznawstwa PAN w Warszawie, w prowadzonej przez doc. Marię Wojciechowską Pracowni Bohemistycznej (przemianowanej później na Pracownię Języków Zachodniosłowiańskich Instytutu Slawistyki PAN), której w latach 1968–1996 była kierowniczką. Kiedy w 1996 r. przeszła na emeryturę, nadal przez wiele lat była członkiem Rady Naukowej Instytutu Slawistyki. Rozpoczętą w 1974 r. funkcję przewodniczącej Komisji Slawistycznej Oddziału Poznańskiego PAN, pełniła do roku 2002, organizując kilka konferencji naukowych i redagując z nich materiały. Była sekretarzem redakcji poznańskiego periodyku Slavia Occidentalis oraz członkiem Komisji Biblijnej i Komisji Edytorskiej przy Międzynarodowym Komitecie Slawistów. 
26 października 1990 otrzymała tytuł profesora nauk humanistycznych.
19 sierpnia 2004 „za wybitne zasługi w pracy naukowej i organizacyjnej” została odznaczona Krzyżem Kawalerskim Orderu Odrodzenia Polski.
Od 28 grudnia 1952 jej mężem był prof. Andrzej Kwilecki (1928–2019). Ze związku tego urodziły się córki: Seweryna Maria (ur. 1953) zamężna z Krzysztofem Podemskim i Barbara (ur. 1955) zamężna z Piotrem Beszternem.
Zmarła 11 lipca 2022 w wieku 97 lat. 28 lipca 2022 została pochowana u boku męża w Kwilczu.

## Wybrane publikacje
- Apokalipsa św. Jana w przekładzie Tomasza ze Zbrudzewa (1976, oprac.)
- Bartłomiej z Bydgoszczy. Leksykograf polski pierwszej połowy XVI w. (1977, współautorka: Hanna Popowska-Taborska)
- Biblie staropolskie : teksty wykładów wygłoszonych na sympozjum naukowym zorganizowanym przez Komisję Slawistyczną Oddziału Polskiej Akademii Nauk w Poznaniu 28 października 2002 roku (2003, red. nauk.)
- Biblia to iest Księgi Starego y Nowego Testamentu według łacińskiego przekładu starego, w kośćiele powszechnym przyiętego, na polski ięzyk z nowu z pilnośćią przełożone : z dokładaniem textu żydowskiego y greckiego, y z wykładem katholickim, trudnieyszych mieysc, do obrony wiary świętey powszechney przeciw kacerztwom tych czasów należących, przez D. Iakuba Wuyka [...] w Krakowie, Roku Pańskiego M.D.XC IX. : komentarz (red. wspólnie z Hans Rothe, Ferdinand Schöningh)
- Brulion przekładu Biblii pióra Tomasza ze Zbrudzewa. Cz. 2, Księgi Liczb, Powtórzonego Prawa, Pieśni nad Pieśniami (1995)
- Etnogeneza i topogeneza Słowian : materiały z konferencji naukowej zorganizowanej przez Komisję Slawistyczną przy Oddziale PAN w Poznaniu w dniach 8–9 XII 1978 (1980, red. nauk.)
- Etnolingwistyczne i kulturowe związki Słowian z Germanami (1987, red. nauk.)
- Księgi Jezusa, syna Syrachowego, Ecclesiasticus rzeczone / w przekł. Piotra Poznańczyka (oprac.)
- Problem autorstwa przekładu Apokryfów w Biblii Szymona Budnego z 1572 roku (1996)
- Studia nad staropolskimi przekładami Biblii (2003)
- Tomasz Łysy ze Zbrudzewa (około 1490–1567) (1971, tłum.)